# Adolf Künzel
Adolf Künzel (4 agosto 1912 – ...) è stato un cestista tedesco.

## Carriera
Con la Germania ha preso parte alle Olimpiadi del 1936.